# Piccadilly

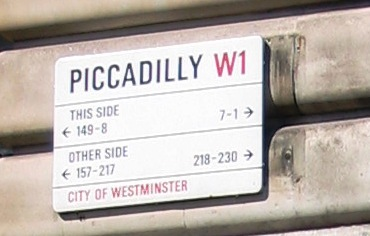
Semn stradal pentru Piccadilly Street

Piccadilly este una din străzile importante din partea centrală a Londrei, existând între Hyde Park Corner, la vest, până la Piccadilly Circus, în est. Picadilly se găsește complet în orașul Westminster (City of Westminster). Strada este, de asemenea, parte a drumului A4, a doua cea mai importantă arteră vestică a Londrei. Saint James's se găsește la sudul secțiunii estice a străzii, în timp ce secțiuniea sa vestică are construcții doar pe partea sa nordică, având un park, Green Park, pe partea sa sudică. Zona sa nordică este Mayfair.
Piccadilly este faimoasă și pentru găzduirea sediului central al magazinelor Fortnum & Mason, sediului Academiei regale de arte, a hotelului Ritz (The Ritz Hotel) și a librăriei Hatchards.  Piccadilly Simpsons, cândva unul dintre cele mai faimoase magazine de haine din Marea Britanie, și-a început prezența în zonă în anii 1930, dar a fost închis în 1999, iar în locația sa inițială se găsește cunoscuta librărie Waterstone's.

## Istoric
Până în secolul al 17-lea, strada a fost cunoscută sub numele de Portugal Street. Numele de Piccadilly a fost folosit datorită unui croitor, numit Robert Baker, care a avut un magazin pe strada Strand, la sfârșitul secolului al 16-lea și începutul secolului al 17-lea. Acest croitor a devenit bogat pentru că a făcut și vândut foarte multe gulere rigide cu margini dantelate (numite piccadill, picadils ori pickadils), care erau foarte la modă în acea vreme. Cu o parte a averii sale acumulate, în 1612, Baker a cumpărat o porțiune mare de teren, care era atunci situat în afara orașului, trasând pentru prima dată traiectoria viitoarei străzi și începând imediat construirea unei case familiale foarte mare, cunoscută astăzi ca Piccadilly Hall.

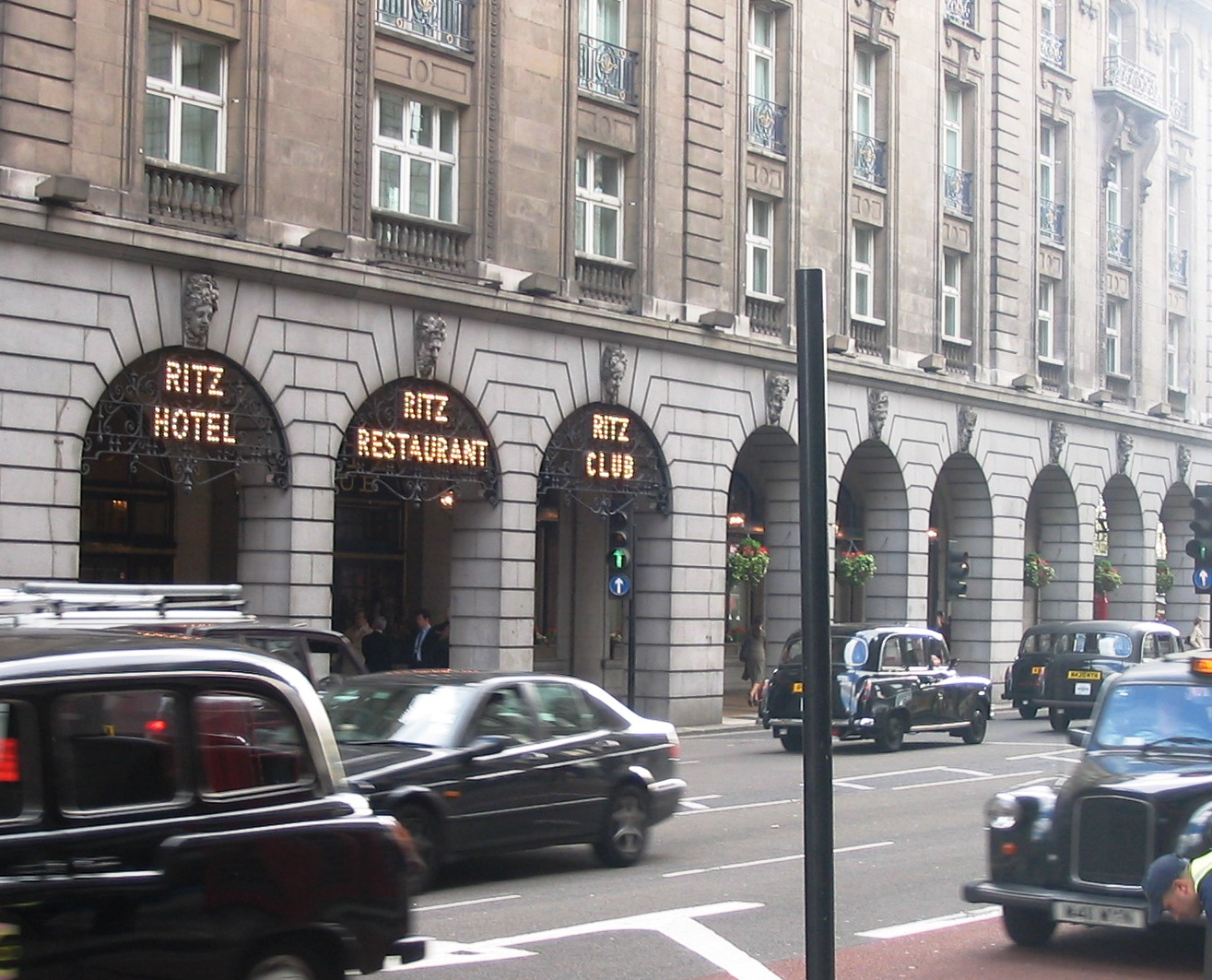
Celebrul Hotel Ritz, cunoscut mai ales ca The Ritz

Strada Piccadilly a secolului 21 nu mai este una din principalele stăzi comerciale ale Londrei, așa cum obișnuise să fie pentru o bună bucată de vreme, în ciuda existenței a numeroase magazine faimoase. Hotelul Ritz se găsește pe stradă, împreună cu alte hoteluri luxoase. Există de asemenea niște clădiri cu birouri și apartamente luxoase. Piccadilly rămâne, începând de la crearea sa, una dintre cele mai largi și mai drepte străzi din Londra.

## Ficțiune
Multe dintre romanele lui P.G. Wodehouse utilizează zona străzii Piccadilly ca un fundal pentru desfășurarea acțiunilor lor având drept personaje oameni bogați și necăsătoriți din perioada interbelică a secolului al 20-lea.  Printre prezențele cele mai notabile se numără personajele lui Bertie Wooster din seria sa de povestiri Jeeves, prezentând membri clubului Drones, respectiv personajul James Crocker din povestirea Piccadilly Jim.
În romanul Dracula al lui Bram Stoker, Contele Dracula este proprietarul unei case situată pe Piccadilly.
În romanele lui Dorothy L. Sayers, adresa lordului Petre Wimsey din Londra este 110a Piccadilly.  Numărul 110a a fost ales ca un omagiu pentru Sir Arthur Conan Doyle, care utiliza adresa 221b Baker Street pentru celebrul său personaj Sherlock Holmes.
Edmund Cooper a scris în 1963 povestirea „Timp mort în Piccadilly” (în engleză "The Piccadilly Interval").

## Transporturi

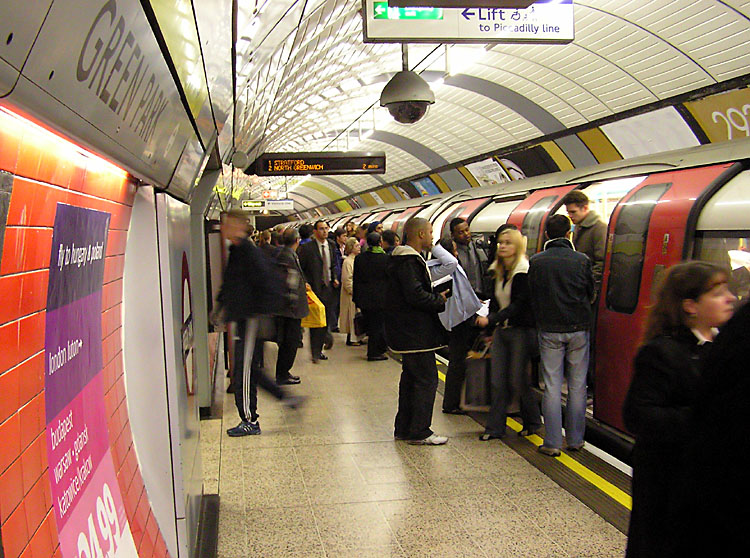
Stația de metrou Green Park (Green Park tube station)

Linia Piccadilly (Piccadilly Line) a Metroului din Londra (London Underground) își are numele de la strada Piccadilly, iar o parte din această linie se găsește chiar sub stradă. Stațiile de metrou Green Park, Hyde Park Corner și Piccadilly Circus au toate intrări de pe sau din apropierea străzii Piccadilly.
Printre cele mai cunoscute străzi adiacente, se numără și
- Albemarle Street
- Dover Street
- Hyde Park Corner
- Old Bond Street
- Piccadilly Circus
- Regent Street
- Saint James's Street

## Alte articole
- Piccadilly Circus
- Saint James's Church, Piccadilly
- Piccadilly (formație)